# 콜롬비아의 국가
오, 불멸의 영광이여!(스페인어: ¡Oh gloria inmarcesible! 오 글로리아 인마르세시블레
!)는 콜롬비아의 국가이다. 라파엘 누녜스(Rafael Núñez, 1825-1894) 대통령이 작사, 이탈리아 출신의 작곡가 오레스테 신디시가 작곡했다.

## 역사

### 배경
1819년 반대파 우승자와 보야카 전투에서 승리한 군대를 축하하기 위해 《자유》라는 시를 작성했다. 콜롬비아의 독립과 그란콜롬비아의 해체 이후, 시몬 볼리바르의 명예에 관한 수많은 곡을 만들었다. 초기에 이 노래는 1836년 7월 20일 스페인에서 온 프란시스코 비얄바에 의해 처음으로 소개되었다. 해당 노래는 상당한 인기를 끌었고 최초의 국가로 알려지게 된다. 해당 후렴구는 다음과 같다.
| “ | Gloria eterna a la Nueva Granada, que formando una nueva nación, hoy levanta ya el templo sagrado de las leyes, la paz y la unión. | ” |

해석은 다음과 같다.
| “ | 신 그라나다의 영광은 끝나지 않으니 새 나라를 만들거라 이제 신성한 사원은 의미가 있는 것이리라 법률, 평화, 통일 | ” |

1847년 영국의 작곡가이자 화가였던 헨리 프라이스는 음악에 관하여 산티아고 페레스에게 "더 이상의 환영이란 없다"라며 《애국가》라는 이름의 국가의 가사를 주었다. 헨리 프라이스는 뉴욕에 거주하다가 국가 작곡을 바탕으로 국가에 몸을 바치기 위해 1855년 보고타로 돌아왔고 1882년 콜롬비아 국립 음악 아카데미의 상담원이자 교수였던 이탈리아인 작곡가 오레스테 신디시에게 부탁했다. 1910년 국립 음악 아카데미는 콜롬비아 국립 음악원으로 개명하였다.
1849년 호세 카이세도 로하스는 호세 호아킨 구아린에게 오케스트라에서 쓰일 시인 《7월 20일의 송시》를 써서 보낸다. 이것은 식민지 예술 박물관에서 개최되었다. 1883년 네덜란드의 바이올리니스트인 카를로스 폰 욱켄은 1852년 작 리노 데 폼보에 곡을 붙이게 된다.
1881년 4월 12일 법령에 따라 여러 국가들을 소집하게 된다. 심사 위원 호세 마리아 키하노는 시인 라파엘 폼보와 음악가 카를로스 슐로스를 부르게 된다. 그는 그 노래를 연주할 수 없다고 주장했다.
1883년 7월 1일 정부는 100주년을 기념할 만한 노래를 선택하게 된다. 첫 번째 것은 다니엘 피게로아의 것이었는데, 플라자 볼리바르 어린이 합창단의 것과 같이 선택된다. 2등은 카예타노 파하르도의 것이었고, 그 누구도 따라할 수 없다는 결정이 나게 된다.

## 스페인어가사
후렴
¡Oh gloria inmarcesible!
¡Oh júbilo inmortal!
En surcos de dolores
el bien germina ya.
1절
Cesó la horrible noche,
la libertad sublime
derrama las auroras
de su invencible luz.
La humanidad entera,
que entre cadenas gime,
comprende las palabras
del que murió en la cruz.
2절
Independencia"grita
El mundo americano:
Se baña en sangre de héroes
La tierra de Colón.
Pero este gran principio:
"el rey no es soberano"
Resuena, Y los que sufren
Bendicen su pasión.
3절
Del Orinoco el cauce
Se colma de despojos,
De sangre y llanto
un rio Se mira allí correr.
En Bárbula no saben
Las almas ni los ojos
Si admiración o espanto
Sentir o padecer.
4절
A orillas del Caribe
Hambriento un pueblo
lucha Horrores prefiriendo
A pérfida salud.
!Oh, sí¡ de Cartagena
La abnegación es mucha,
Y escombros de la muerte
desprecian su virtud.
5절
De Boyacá en los campos
El genio de la gloria
Con cada espiga un héroe
invicto coronó.
Soldados sin coraza
Ganaron la victoria;
Su varonil aliento
De escudo les sirvió.
6절
Bolivar cruza el ande
Que riega dos océanos
Espadas cual centellas
Fulguran en Junín.
Centauros indomables
Descienden a los llanos
Y empieza a presentirse
De la epopeya el fin.
7절
La trompa victoriosa
Que en Ayacucho truena
En cada triunfo crece
Su formidable són.
En su expansivo empuje
La libertad se estrena,
Del cielo Americano
Formando un pabellón.
8절
La Virgen sus cabellos
Arranca en agonía
Y de su amor viuda
Los cuelga del ciprés.
Lamenta su esperanza
Que cubre losa fría;
Pero glorioso orgullo
circunda su alba tez.
9절
La Patria así se forma
Termópilas brotando;
Constelación de cíclopes
Su noche iluminó;
La flor estremecida
Mortal el viento hallando
Debajo los laureles
Seguridad buscó.
10절
Mas no es completa gloria
Vencer en la batalla,
Que al brazo que combate
Lo anima la verdad.
La independencia sola
El gran clamor no acalla:
Si el sol alumbra a todos
Justicia es libertad.
11절
Del hombre los derechos
Nariño predicando,
El alma de la lucha
Profético enseñó.
Ricaurte en San Mateo
En átomos volando
"Deber antes que vida",
Con llamas escribió.

## 한국어해석
오 불멸의 영광이여!
오 불멸의 환희여!
고통의 굴레 속에서
행복은 지금 싹트고 있네.
1절
공포의 밤은 이제 끝났네,
고귀한 자유가
그 불멸의 광채의
오로라를 발하네
사슬 속에서 고통받은
모든 사람들은
십자가에서 돌아가신
그분의 말씀을 깨달았네.
2절
"독립이다!" 라고 외쳤네.
아메리카의 세계가,
콜럼버스의 땅이,
영웅들의 피로 적셔졌다네
그러나 이 위대한 원칙,
"왕은 주권자가 아니다"가,
울려퍼졌고, 고통받는 사람들은,
그들의 열정을 축복했다네.
3절
오리노코 강의 바닥은
약탈물로 가득 쌓여 있다네,
피와 눈물이 마치 강이 되어
흐르는 것처럼 보인다네.
바르불라에서는,
영혼도 눈도 모르고,
공포나 고통을 느끼는 것이
감탄할 만한 일이라네.
4절
카리브해의 연안에서,
굶주린 사람들이 싸운다네.
공포를 선호하고
건강을 해치기 위해.
오, 카르타헤나에서,
고난은 무거운 것이라네,
그리고 죽음은 흔적을 남긴다네
그녀의 미덕을 경멸하며.
5절
보야카 평원에서,
영광의 천재가,
모든 나뭇가지마다 영웅이 되어
지지 않고 왕이 되었다네.
갑옷이 없는 전사가
전투에서 승리했고,
그들의 용맹한 숨결은
그들의 방패가 되었다네
6절
볼리바르가 안데스 산맥을 건넜다,
두 개의 대양에 적셔진.
불꽃이 튀는 듯한 검은
후닌에서 빛났다네.
불굴의 켄타우로스는
평원으로 내려갔고
이 대서사시가 끝날 것만 같은
예감이 들었다네.
7절
승리의 나팔이
아야쿠초에서 천둥같이 울려퍼졌다네,
그리고 모든 승리 속에서 자라나는 듯 했다네
그 장엄한 소리가.
그리고 그 장대한 힘에서
자유란 제일 먼저 느껴지는 것이었네,
아메리카의 하늘에
덮개를 이루는.
8절
고통 속에서, 성모의,
머리카락이 다 빠졌다네.
그리고 그녀의 사랑을 배신당해
키프로스에서 목 매어 돌아가셨다네.
차가운 묘비로 덮힌
그녀의 희망은 후회했지만
하지만 영광스러운 긍지는
그녀의 하얀 피부를 거룩이 했다네.
9절
우리의 조국이 탄생했으니
빛나는 테르모필라,
외눈박이의 별자리가
밤을 밝게 밝혔다네.
꽃은 떨면서도,
언젠가 바람이 멎길 바라며
월계수 나무 아래에서
안전을 찾고 있었다네
10절
하지만 완전한 영광은 아니라네.
전쟁에서 승리하는 것만은.
전투에서 싸우는 그 팔은
진리로 힘을 얻는다네.
오직 독립 하나만으로는
그 위대한 외침은 사그라들지 않는다네.
태양이 모두에게 빛나고 있는 한,
정의가 바로 자유라네.
11절
인간의 권리에 대한
나리뇨의 설교가,
투쟁의 영혼으로
예언적으로 가르쳤다네.
산 마테오에서 리카우르테는,
원자들 속에서 날아다니며,
"목숨 이전에 의무"라고
불꽃을 튀기며 썼다네